# Campionati di pugilato dilettanti femminili dell'Unione europea 2010
I Campionati di pugilato dilettanti dell'Unione europea femminili 2010 si sono tenuti a Keszthely, Ungheria, dal 4 al 7 agosto 2010. È stata la 5ª edizione della competizione annuale organizzata dall'EUBC. La turca Gulsum Tatar è stata nominata miglior pugile della manifestazione.

## Risultati
| Categoria                  | Oro                      | Argento                       | Bronzo                                                    |
| -------------------------- | ------------------------ | ----------------------------- | --------------------------------------------------------- |
| Pesi paglia (kg 46)        | Serpil Yassikaya Turchia | Vesna Fisher Inghilterra      | Csilla Dobradi Ungheria Eugenia Anghel Romania            |
| Pesi mosca leggeri (kg 48) | Valeria Calabrese Italia | Katalin Ancsin Ungheria       | Zurine Celaya Spagna Binnur Sakal Turchia                 |
| Pesi mosca (kg 51)         | Stoyka Petrova Bulgaria  | Sumeyra Kaya-Yazici Turchia   | Virginie Nave Francia Vivien Mizsei Ungheria              |
| Pesi gallo (kg 54)         | Ayse Tas Turchia         | Evginia Tasidou Grecia        | Lorna Weaver Francia Csilla Nemedi Ungheria               |
| Pesi piuma (kg 57)         | Estelle Mosselly Francia | Sandra Kruk Polonia           | Maike Klüners Germania Anna Beusenlinck Belgio            |
| Pesi leggeri (kg 60)       | Katie Taylor Irlanda     | Denitsa Eliseyeva Bulgaria    | Karolina Graczyk Polonia Mira Potkonen Finlandia          |
| Pesi superleggeri (kg 64)  | Gulsum Tatar Turchia     | Chantelle Cameron Inghilterra | Hristina Athanasopoulou Grecia Margarita Cheneva Bulgaria |
| Pesi welter (kg 69)        | Bianka Nagy Ungheria     | Savannah Marshall Inghilterra | Justyna Sroczynska Polonia Marichelle de Jong Paesi Bassi |
| Pesi medi (kg 75)          | Maria Kovacs Ungheria    | Alexandra De Hutten Francia   | Elif Guneri Turchia Ulrike Brückner Germania              |
| Pesi mediomassimi (kg 81)  | Erika Guerrier Francia   | Timea Nagy Ungheria           | Luminita Turcin Romania Sylwia Kusiak Polonia             |
| Pesi massimi (kg 81 +)     | Anna Slowik Polonia      | Lilla Sandor Ungheria         | Semsi Yarali Turchia                                      |

## Medagliere
| Posizione | Paese       | Oro | Argento | Bronzo | Totale |
| --------- | ----------- | --- | ------- | ------ | ------ |
| 1         | Turchia     | 3   | 1       | 3      | 7      |
| 2         | Ungheria    | 2   | 3       | 3      | 8      |
| 3         | Francia     | 2   | 1       | 2      | 5      |
| 4         | Polonia     | 1   | 1       | 3      | 5      |
| 5         | Bulgaria    | 1   | 1       | 1      | 3      |
| 6         | Irlanda     | 1   | 0       | 0      | 1      |
| 6         | Italia      | 1   | 0       | 0      | 1      |
| 8         | Inghilterra | 0   | 3       | 0      | 3      |
| 9         | Grecia      | 0   | 1       | 1      | 2      |
| 10        | Germania    | 0   | 0       | 2      | 2      |
| 10        | Romania     | 0   | 0       | 2      | 2      |
| 12        | Belgio      | 0   | 0       | 1      | 1      |
| 12        | Finlandia   | 0   | 0       | 1      | 1      |
| 12        | Paesi Bassi | 0   | 0       | 1      | 1      |
| 12        | Spagna      | 0   | 0       | 1      | 1      |
|           | Totale      | 11  | 11      | 21     | 43     |